# Rzut oszczepem

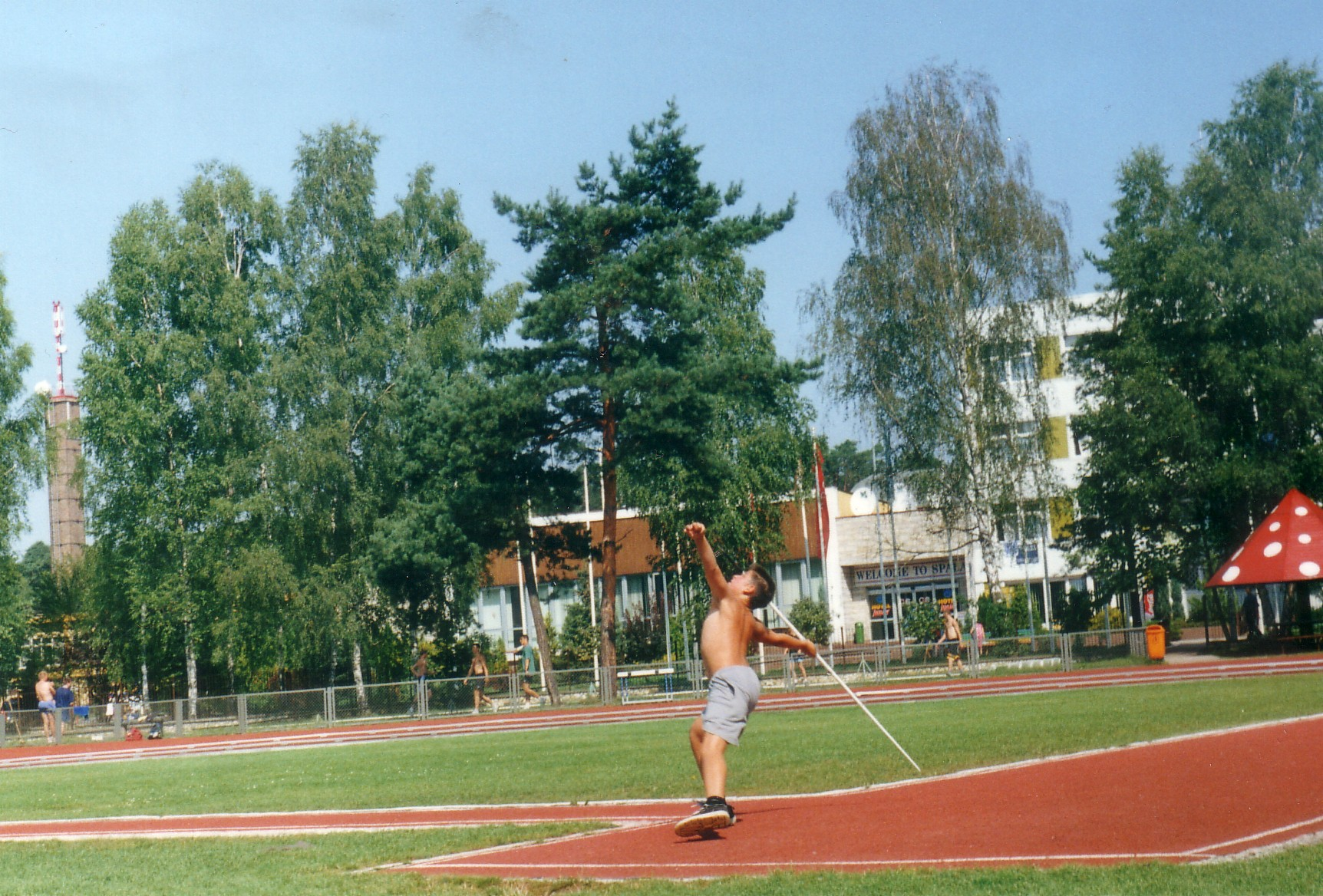
Oszczepnik trenujący na stadionie w Spale

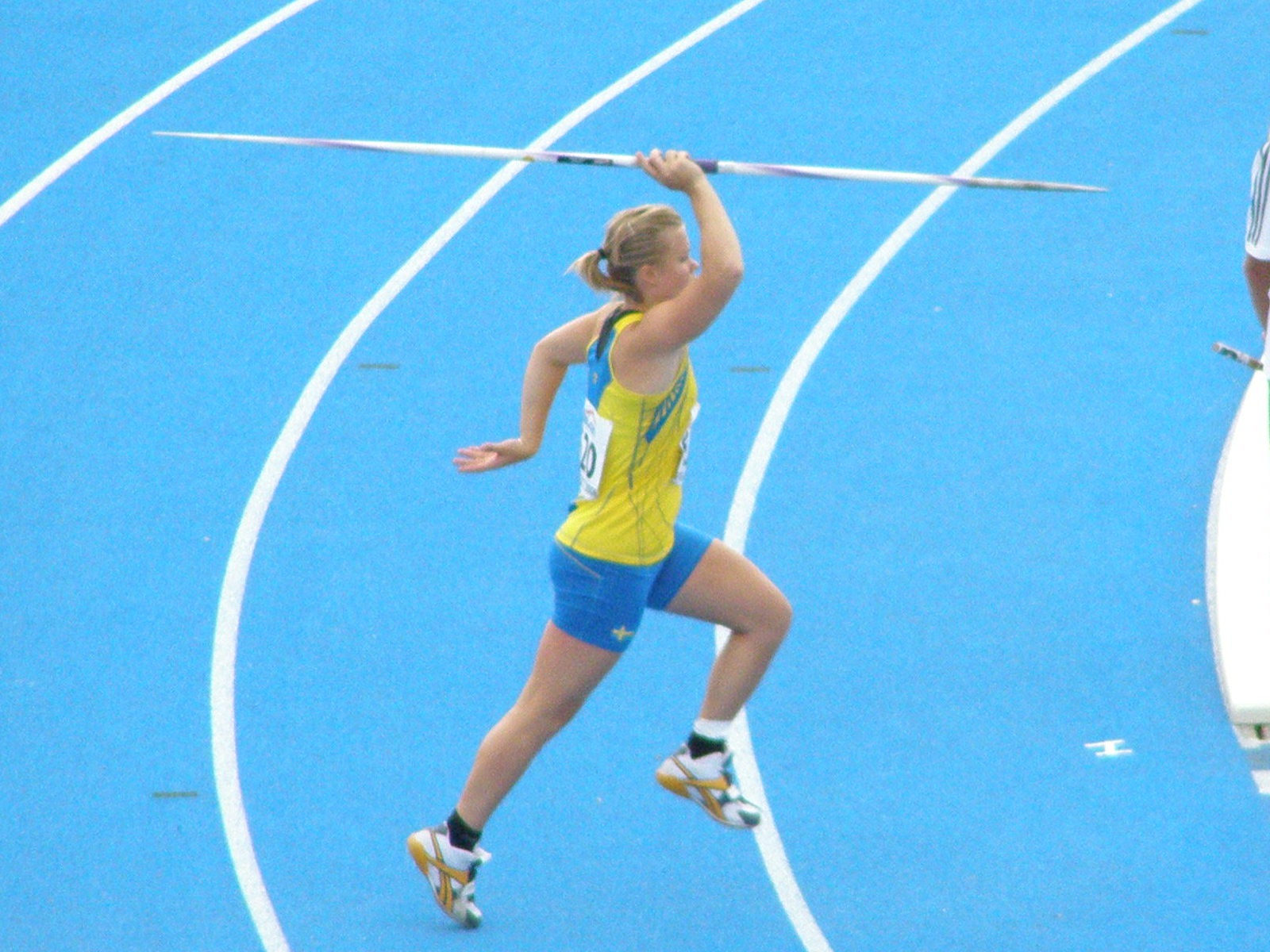
Szwedzka oszczepniczka Anna Wessman podczas mistrzostw świata juniorów w Bydgoszczy

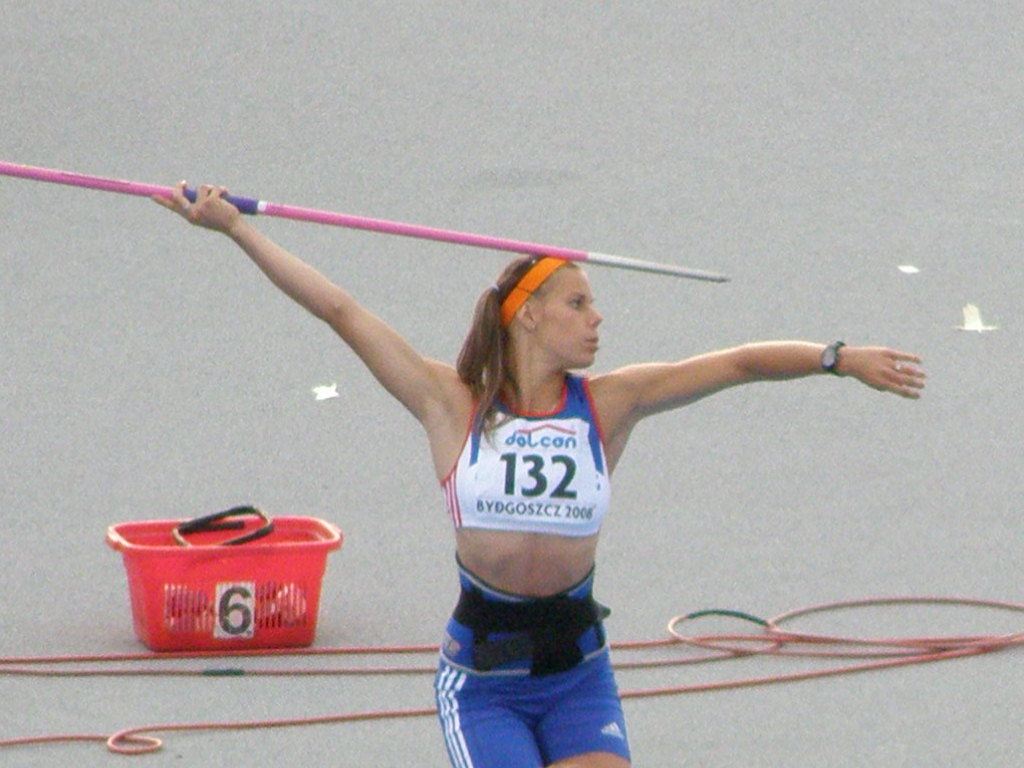
Czeszka Nikola Ogrodníková

Rzut oszczepem – konkurencja sportowa, wchodząca w skład lekkoatletyki i wywodząca się ze starożytności.
Należy do konkurencji technicznych. Zawodnicy i zawodniczki rywalizują w rzucie oszczepem podczas igrzysk olimpijskich (mężczyźni od 1908, a kobiety od 1932 roku), mistrzostw Europy, mistrzostw świata oraz licznych mityngów lekkoatletycznych. Rzut oszczepem jest także rozgrywany w ramach rywalizacji w siedmioboju i dziesięcioboju.

## Przepisy

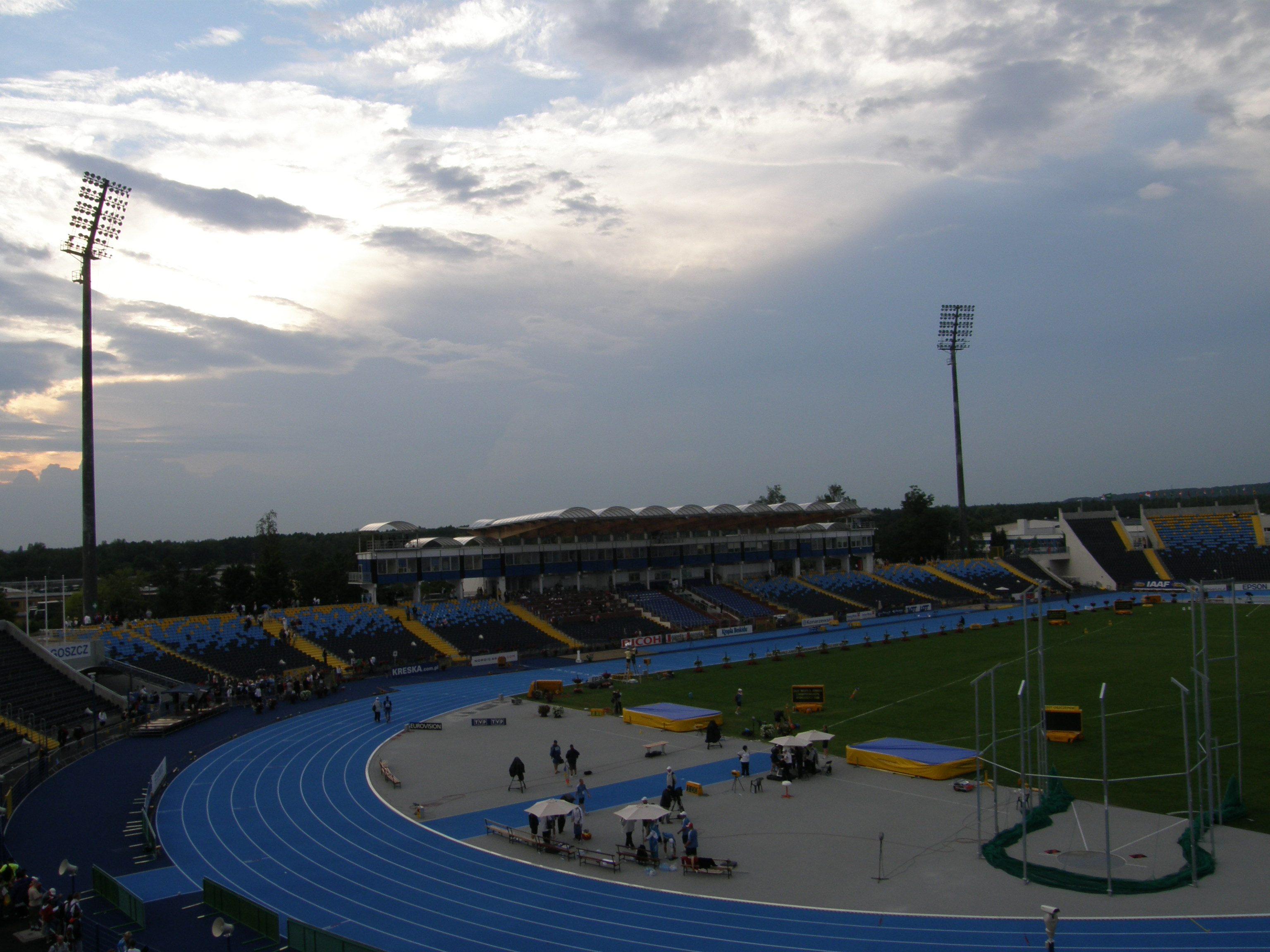
Rzutnia z widocznym rozbiegiem do rzutu oszczepem na Stadionie Zdzisława Krzyszkowiaka

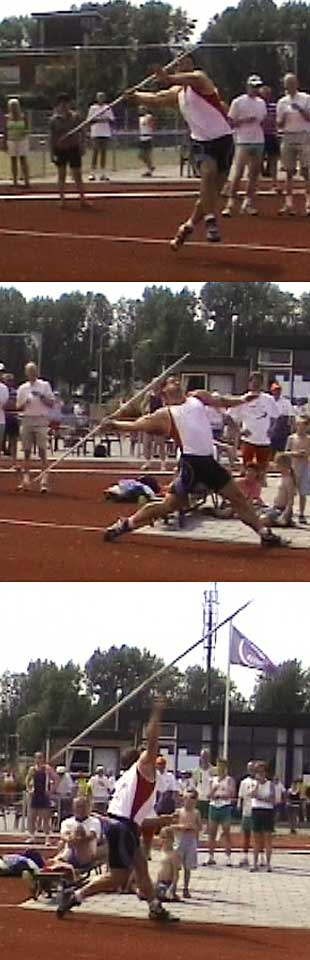
Końcowa faza rzutu oszczepem

Zawody w rzucie oszczepem rozgrywane są na rzutni lekkoatletycznej umiejscowionej na stadionie. Rozbieg przed rzutem wykonuje się z oznaczonego białymi liniami rozbiegu. Rozbieg może mieć maksymalnie 36,5 metra długości, a jego szerokość wynosi 4 metry. Jest on zakończony łukiem o promieniu 8 metrów. Łuk – czyli namalowana biała linia – ma 7 cm szerokości. Pole rzutu (tzw. promień) stanowi wycinek koła o kącie rozwarcia ok. 29° (wyznaczony na środku murawy). Zwycięzcą konkursu rzutu oszczepem zostaje zawodnik, który wykonał najdalszy rzut. Przekroczenie linii wyznaczającej koniec rozbiegu (nawet po wykonaniu rzutu) lub rzut poza wyznaczone pole (promień rzutu) powoduje jego nieważność (tzw. spalony). Podczas wykonywania rzutu oszczep należy trzymać za osznurowania. Próba zostaje uznana za ważną jeśli oszczep wyląduje w polu rzutów i zostawi ślad od wbicia w miejscu wylądowania.
W konkursie finałowym rzutu oszczepem podczas imprez mistrzowskich np. igrzysk olimpijskich startuje przynajmniej 12 zawodników wyłonionych we wcześniejszej rundzie eliminacyjnej (rozgrywanej z reguły dzień wcześniej), którzy uzyskali w niej tzw. minimum kwalifikacyjne (wyznaczona przez sędziów odległość gwarantująca udział w finale). Jeżeli minimum kwalifikacyjne uzyska mniej niż 12 zawodników (minimum jest przeważnie ustalane na takim poziomie, aby tak właśnie się stało), awans uzyskuje 12 oszczepników z najlepszymi wynikami z eliminacji. Każdy z nich oddaje w finale trzy rzuty. Ósemka najlepszych ma później prawo do wykonania kolejnych trzech prób w ramach rozgrywki tzw. wąskiego finału.

## Sprzęt
Młodzicy (do 15 lat) rzucają oszczepem o wadze 600 g, juniorzy młodsi (do lat 18) korzystają z oszczepów ważących 700 g, juniorzy i seniorzy używają sprzętu o wadze 800 g. Kobiety używają sprzętu o wadze 600 g od wieku juniorskiego – wcześniejsze kategorie wiekowe od listopada 2011 używają oszczepu o wadze 500 g. Konsekwencją rozwoju tej dyscypliny sportu były coraz dalsze rzuty zawodników i możliwość rzucenia oszczepu poza wyznaczone pole, co mogło stanowić zagrożenie dla osób przebywających na stadionie. Aby temu zapobiec, zmieniono konstrukcję oszczepu poprzez przesunięcie środka ciężkości, dzięki czemu zmniejszyła się długość rzutów.

## Technika

### Styl klasyczny
Początkową fazą rzutu oszczepem jest bieg po rozbiegu. Zawodnik trzyma oszczep nad barkiem, a jego grot pochylony jest ku dołowi. Sprzęt trzymany jest za osznurowanie. Po krótkim nabiegu miotacz przesuwa oszczep do tyłu i wykonuje trzy kroki tzw. przeplatanki. Jest to końcowa faza nabiegu polegającego na biegu skrzyżnym. W tym czasie ręka z oszczepem znajduje się w pozycji równoległej do rozbiegu. Grot oszczepu powinien znajdować się na wysokości oka. W momencie wyrzutu zawodnik wykonuje skręt tułowia w kierunku rzutu i odchyla tułów w tył. Ręka z oszczepem powinna wówczas tworzyć kąt ostry między podłożem a oszczepem (co widać na zdjęciu obok). W tym momencie następuje wyrzut. Po rzucie wykonywany jest tzw. przeskok, czyli przeniesienie ciężaru ciała w celu wyhamowania przed linią kończącą rozbieg (jej przekroczenie oznacza nieważność próby). Niektórzy zawodnicy stosują do tego celu upadek na tartan (np. Fin Tero Pitkämäki). W momencie wyrzutu oszczep może osiągnąć prędkość nawet ok. 100 km/h.

### Styl hiszpański
W latach 50. XX wieku pojawiła się obrotowa technika rzutu oszczepem, podobna do rzutu dyskiem, zwana stylem hiszpańskim. Jej wynalazcą był hiszpański dyskobol Félix Erausquin. Techniką tą osiągano rezultaty w okolicach 90–100 m. Jednak krótko przed Igrzyskami w Melbourne IAAF zakazała tej techniki jako niebezpiecznej dla obserwujących; zdarzały się bowiem rzuty pod kątem 90 stopni do prawidłowego kierunku rzutu.

## Historia

### Początki
Rzut oszczepem – jako konkurencja sportowa – znany jest od czasów antycznych. Wcześniej – już w paleolicie – oszczep znany był jako broń myśliwska oraz bojowa. Konkurs rzutu oszczepem był jedną z konkurencji podczas starożytnych igrzysk olimpijskich od roku 708 p.n.e. W Grecji, a także w Irlandii podczas igrzysk tailtańskich, oszczep był jedną z konkurencji pięcioboju. W greckim pentatlonie rzucano oszczepem o nazwie apotomeus, wykonanym z drewna i zaostrzonym na jednym końcu. Pośrodku drzewca znajdowała się rzemienna pętla ankyle, za którą zawodnik zaczepiał palcem wskazującym i wielkim. Pętla służyła do nadawania oszczepowi ruchu rotacyjnego podczas lotu. W starożytnej Grecji rywalizowano również w rzutach cięższym oszczepem bojowym o nazwie akontion, wyposażonym w grot spiżowy, w późniejszym okresie żelazny. W okresie średniowiecza oszczepem rzucano podczas występów rycerskich. Wówczas wykonywano głównie rzuty z miejsca do celu.

### XIX wiek
W XIX wieku rzut oszczepem znany był jako ćwiczenie gimnastyczne. Zalecał go m.in. niemiecki pedagog Friedrich Ludwig Jahn (1778-1852). W roku 1859 w Atenach podjęto pierwszą próbę reaktywacji igrzysk olimpijskich. W ramach specjalnie z tej okazji zorganizowanych zawodów rozegrano konkurs rzutu oszczepem do celu oraz na odległość (ówczesny oszczep miał 1,75 m długości i ważył 1,4 kg). Pod koniec wieku rzut oszczepem był uprawiany w kilkunastu krajach m.in. w Szwecji i na Węgrzech. W roku 1885 zaczęto stosować rozbieg (do tej pory rzuty oddawano z miejsca). Technika nie przypominała obecnie nam znanej.

### Przed II wojną światową

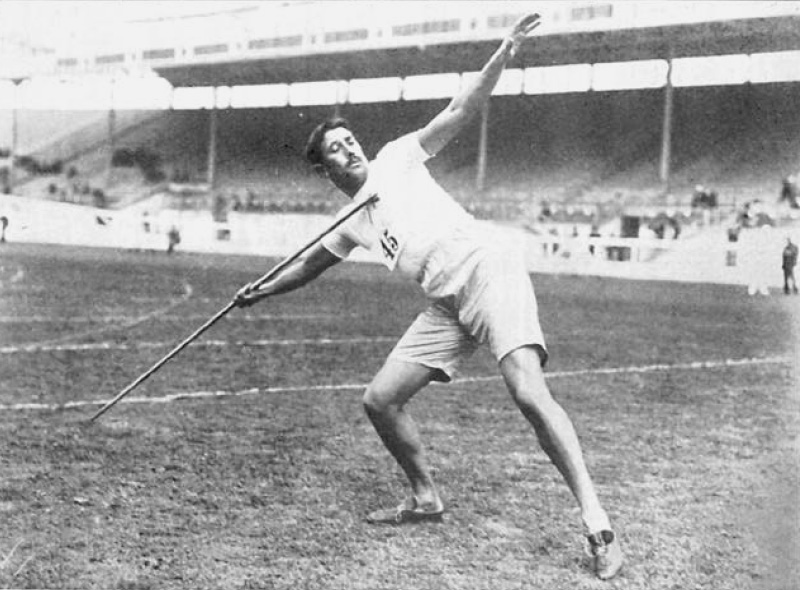
Eric Lemming – pierwszy mistrz olimpijski w rzucie oszczepem

W roku 1908 rzut oszczepem po raz pierwszy pojawił się w programie nowożytnych igrzysk olimpijskich. Pierwszy złoty medal w tej konkurencji wywalczył Eric Lemming. Kobiety na igrzyskach zaczęły rywalizować dopiero w Los Angeles w 1932 roku. Na mistrzostwach Europy rzut oszczepem zagościł pierwszy raz w 1934 roku (mężczyźni) i w 1938 (kobiety). W ramach lekkoatletycznych mistrzostw Polski rzut oszczepem mężczyzn pojawił się w 1920, a kobiet w 1923 roku.
Na początku XX wieku zaczęto stosować osznurowanie. Zmieniła się jednocześnie technika rzutu. Dotychczas rzucano tzw. metodą z palca. Polegała ona na trzymaniu prawą ręką końca oszczepu i jednoczesnym podtrzymywaniu go drugą ręką do czasu wyrzutu.
W tym samym czasie w Finlandii zaczęto korzystać z obecnie znanej techniki rzutu. Po krótkim nabiegu zawodnik wykonuje zharmonizowane ruchy skrzyżne tzw. przeplatankę, polegającą na biegu w kroku skrzyżnym, po której wykonuje się rzut i tzw. przeskok. Technika ta otrzymała nazwę techniki fińskiej.
Przed II wojną światową właśnie reprezentanci Skandynawii dominowali w światowym oszczepie. Matti Järvinen aż dziesięciokrotnie poprawiał rekord świata, doprowadzając go do wyniku 77,23 w roku 1936. Ostatecznie najlepszy rezultat przed wybuchem wojny ustanowił inny Fin – Yrjö Nikkanen. 16 października 1938 w Kotce uzyskał wynik 78,70.
Kobiecy rzut oszczepem zaczął rozwijać się w latach 20. Początkowo panie rzucały metodą z palca. Dopiero w roku 1925 rozpowszechnił się wśród zawodniczek obecny styl. Pierwszy kobiecy rekord świata datowany jest na rok 1922. Wówczas Czechosłowaczka Božena Šrámková uzyskała wynik 25,32.
W latach 30 najlepsze wyniki osiągały reprezentantki Niemiec. 12 lipca 1930 Niemka Ellen Braumüller jako pierwsza przekroczyła 40 metrów, uzyskując wynik 40,27. Ostatecznie rekord świata w rzucie oszczepem kobiet przed wybuchem II wojny światowej wynosił 46,74 – rezultat ten osiągnęła Amerykanka Nan Gindele w roku 1932.

### Po II wojnie światowej

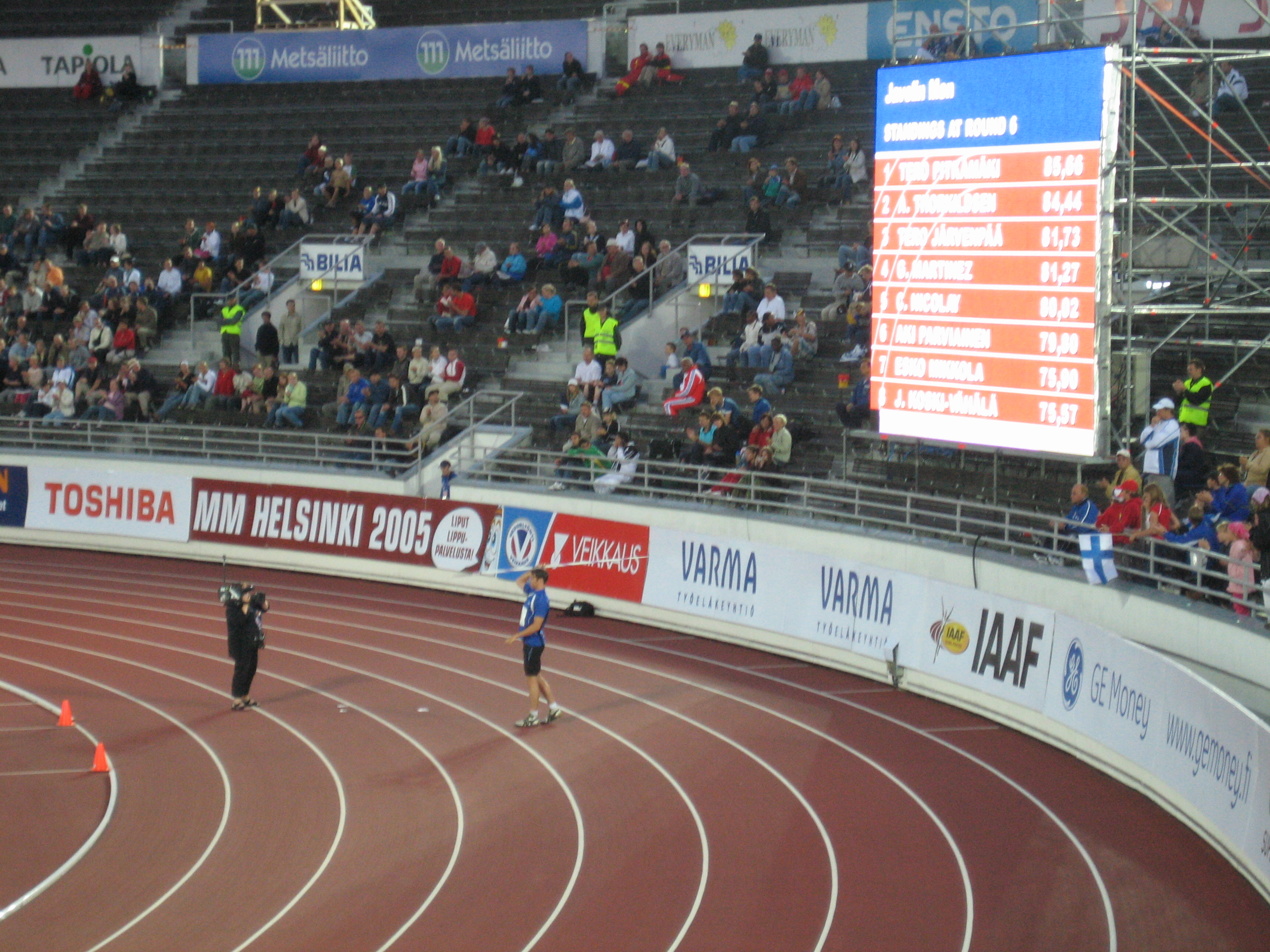
Tero Pitkämäki

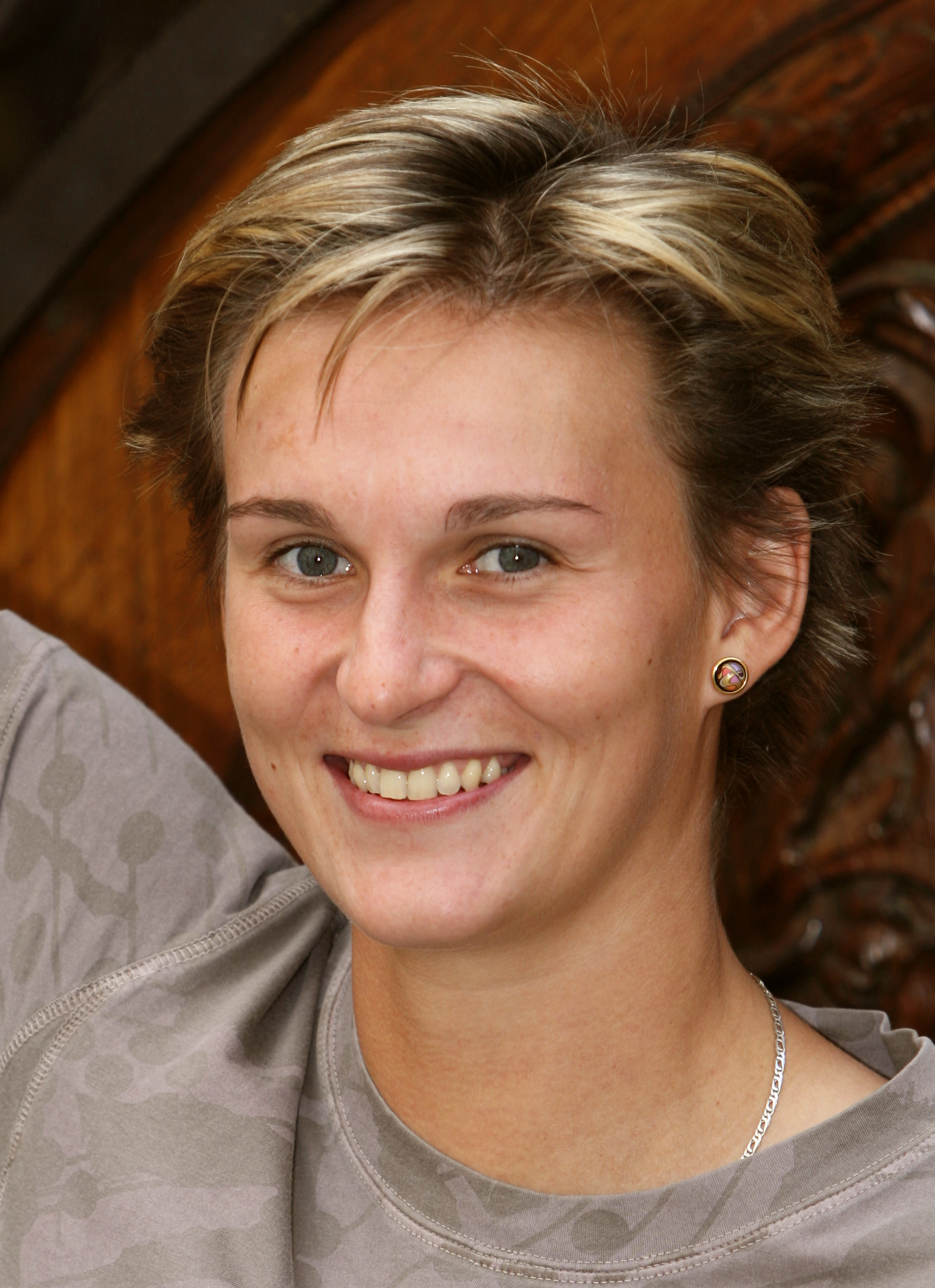
Czeszka Barbora Špotáková to aktualna rekordzistka świata

Po wojnie do użytku stopniowo wchodziły oszczepy metalowe (dotychczas były drewniane). Dzięki rozwojowi sprzętu możliwe było uzyskiwanie coraz lepszych wyników. Amerykańscy bracia Heldowie skonstruowali własny – aerodynamiczny – oszczep, którym Franklin Held 8 sierpnia 1953 roku w Pasadenie uzyskał wynik 80,41 i jako pierwszy człowiek w historii przekroczył barierę 80 metrów. Oszczep braci Heldów miał krótszy koniec, stał się cięższy i dzięki czemu przedłużał swój lot. Kolejna granica została przekroczona 11 lat później, kiedy norweski oszczepnik Terje Pedersen rzucił oszczepem ponad 90 metrów (91,72 2 września w Oslo).
20 lipca 1984 wschodnioniemiecki zawodnik – Uwe Hohn – jako pierwszy i dotychczas jedyny oszczepnik na świecie pokonał barierę 100 metrów uzyskując wynik 104,80.
Wynik ten wywołał dyskusję na temat bezpieczeństwa rzutów. Ostatecznie – na mocy decyzji IAAF 1 kwietnia 1986 roku zmieniono środek ciężkości oszczepu (przesunięto osznurowanie) i zaczęto od nowa mierzyć rekordy świata.
W latach 90. XX wieku największe tryumfy odnosił czeski zawodnik Jan Železný, który jest aktualnym rekordzistą świata – 98,48 (Jena, 1996). Železný jest także jedynym w historii oszczepnikiem, który zdobył trzy olimpijskie złote medale z rzędu.
Rzut oszczepem kobiet także dynamicznie rozwijał się po II wojnie światowej. W roku 1949 radziecka lekkoatletka Natalia Smirnicka jako pierwsza kobieta przekroczyła barierę 50 metrów uzyskując w Moskwie wynik 53,41. Piętnaście lat później inna reprezentantka ZSRR Jelena Gorczakowa posłała oszczep na odległość ponad 60 metrów – 16 października 1964 w Tokio uzyskała wynik 62,40. W latach 70. prym na rzutniach wiodła oszczepniczka NRD Ruth Fuchs – dwukrotna mistrzyni olimpijska i sześciokrotna rekordzistka świata (do 69,96 w 1980). W 1980 roku Tatiana Biriulina ze Związku Radzieckiego jako pierwsza rzuciła oszczepem na odległość 70 metrów – 70,80. W 1988 roku barierę 80 metrów – jako pierwsza i jedyna – osiągnęła Niemka Petra Felke-Meier.
W 1999 został przesunięty środek ciężkości damskiego oszczepu. Rozpoczęto mierzenie nowych rekordów świata. Obecnie najlepszy wynik w historii tej dyscypliny wśród kobiet należy do Czeszki Barbory Špotákovej i wynosi 72,28 (13.08.2008, Stuttgart). Czołowymi oszczepniczkami są także Kubanka Osleidys Menéndez i Niemka Christina Obergföll.

## Rozwój rekordu świata

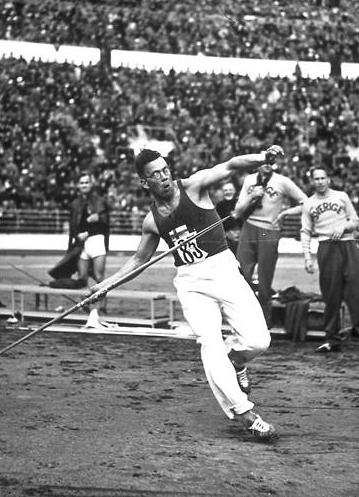
Matti Järvinen

Rekordy świata w rzucie oszczepem są notowane od roku 1883. Oficjalne rekordy notuje się natomiast od roku 1912. Najwięcej razy (23 wśród mężczyzn) rekord świata poprawiali reprezentanci krajów ze Skandynawii (16 rekordów należy do Finów, 4 do Szwedów i 3 do Norwegów). Najwięcej rekordów świata (10) należy do Fina Matti Järvinena. W historii rzutu oszczepem tylko dwoje Polaków pobiło rekord świata: w 1956 w Mediolanie Janusz Sidło uzyskał wynik 83,66, a w 1972 Ewa Gryziecka rzuciła na odległość 62,70 (rekord ten przetrwał zaledwie kilka godzin).

### Mężczyźni
| Odległość            | Imię i nazwisko  | Kraj | Data       | Miasto           |
| -------------------- | ---------------- | ---- | ---------- | ---------------- |
| Stary model oszczepu |                  |      |            |                  |
| 62,32                | Eric Lemming     | SWE  | 29.09.1912 | Sztokholm        |
| 66,10                | Jonni Myyrä      | FIN  | 24.08.1919 | Sztokholm        |
| 66,62                | Gunnar Lindström | SWE  | 12.12.1924 | Eksjö            |
| 69,88                | Eino Penttilä    | FIN  | 01.10.1927 | Viipuri          |
| 71,01                | Erik Lundqvist   | SWE  | 15.08.1928 | Sztokholm        |
| 71,57                | Matti Järvinen   | FIN  | 08.08.1930 | Viipuri          |
| 71,70                | Matti Järvinen   | FIN  | 17.08.1930 | Tampere          |
| 71,88                | Matti Järvinen   | FIN  | 31.08.1930 | Vaasa            |
| 72,93                | Matti Järvinen   | FIN  | 14.09.1930 | Viipuri          |
| 74,02                | Matti Järvinen   | FIN  | 27.06.1932 | Turku            |
| 74,28                | Matti Järvinen   | FIN  | 25.05.1933 | Mikkeli          |
| 74,61                | Matti Järvinen   | FIN  | 07.06.1933 | Vaasa            |
| 76,10                | Matti Järvinen   | FIN  | 15.07.1933 | Helsinki         |
| 76,66                | Matti Järvinen   | FIN  | 07.09.1933 | Turyn            |
| 77,23                | Matti Järvinen   | FIN  | 18.06.1934 | Helsinki         |
| 77,87                | Yrjö Nikkanen    | FIN  | 25.08.1938 | Karhula          |
| 78,70                | Yrjö Nikkanen    | FIN  | 16.10.1938 | Kotka            |
| 80,41                | Franklin Held    | USA  | 08.08.1953 | Pasadena         |
| 81,75                | Franklin Held    | USA  | 21.05.1955 | Modesto          |
| 83,56                | Soini Nikkinen   | FIN  | 24.06.1956 | Kuhmoinen        |
| 83,66                | Janusz Sidło     | POL  | 30.06.1956 | Mediolan         |
| 85,71                | Egil Danielsen   | NOR  | 26.11.1956 | Melbourne        |
| 86,04                | Al Cantello      | USA  | 05.06.1959 | Compton          |
| 86,74                | Carlo Lievore    | ITA  | 01.06.1961 | Mediolan         |
| 87,12                | Terje Pedersen   | NOR  | 01.07.1964 | Oslo             |
| 91,72                | Terje Pedersen   | NOR  | 02.09.1964 | Oslo             |
| 91,98                | Jānis Lūsis      | URS  | 23.07.1968 | Saarijärvi       |
| 92,70                | Jorma Kinnunen   | FIN  | 18.06.1969 | Tampere          |
| 93,80                | Jānis Lūsis      | URS  | 06.07.1972 | Sztokholm        |
| 94,08                | Klaus Wolfermann | FRG  | 05.05.1973 | Leverkusen       |
| 94,58                | Miklós Németh    | HUN  | 26.07.1976 | Montreal         |
| 96,72                | Ferenc Paragi    | HUN  | 23.04.1980 | Tata             |
| 99,72                | Tom Petranoff    | USA  | 15.05.1983 | Los Angeles      |
| 104,80               | Uwe Hohn         | GDR  | 20.07.1984 | Berlin           |
| Nowy model oszczepu  |                  |      |            |                  |
| 85,74                | Klaus Tafelmeier | FRG  | 20.09.1986 | Como             |
| 87,66                | Jan Železný      | TCH  | 31.05.1987 | Nitra            |
| 89,10                | Patrik Bodén     | SWE  | 24.03.1990 | Austin           |
| 89,58                | Steve Backley    | GBR  | 02.07.1990 | Sztokholm        |
| 91,46                | Steve Backley    | GBR  | 25.01.1992 | Auckland         |
| 95,54                | Jan Železný      | CZE  | 06.04.1993 | Sankt Petersburg |
| 95,66                | Jan Železný      | CZE  | 29.08.1993 | Sheffield        |
| 98,48                | Jan Železný      | CZE  | 25.05.1996 | Jena             |

### Kobiety
| Odległość            | Imię i nazwisko    | Kraj | Data       | Miasto              |
| -------------------- | ------------------ | ---- | ---------- | ------------------- |
| Stary model oszczepu |                    |      |            |                     |
| 25,01                | Božena Šrámková    | CZE  | 06.08.1922 | Praga               |
| 25,32                | Božena Šrámková    | CZE  | 13.08.1922 | Praga               |
| 27,24                | Marie Janderová    | CZE  | 25.05.1924 | Ostrawa             |
| 37,57                | Guschi Hargus      | GER  | 12.06.1927 | Berlin              |
| 38,39                | Guschi Hargus      | GER  | 18.08.1928 | Berlin              |
| 40,27                | Ellen Braumüller   | GER  | 12.07.1930 | Berlin              |
| 42,28                | Elisabeth Schumann | GER  | 02.08.1931 | Magdeburg           |
| 44,64                | Elisabeth Schumann | GER  | 12.06.1932 | Berlin              |
| 46,74                | Nan Gindele        | USA  | 18.06.1932 | Chicago             |
| 47,24                | Annelie Steinheuer | GER  | 21.06.1942 | Frankfurt nad Menem |
| 48,21                | Herma Bauma        | AUT  | 29.06.1947 | Wiedeń              |
| 48,63                | Herma Bauma        | AUT  | 12.09.1948 | Wiedeń              |
| 49,59                | Natalia Smirnicka  | URS  | 25.07.1949 | Moskwa              |
| 53,41                | Natalia Smirnicka  | URS  | 05.08.1949 | Moskwa              |
| 53,56                | Nadieżda Koniajewa | URS  | 05.02.1954 | Leningrad           |
| 55,11                | Nadieżda Koniajewa | URS  | 22.05.1954 | Kijów               |
| 55,48                | Nadieżda Koniajewa | URS  | 06.08.1954 | Kijów               |
| 55,73                | Dana Zátopková     | TCH  | 01.06.1958 | Praga               |
| 57,40                | Anna Pazera        | AUS  | 24.07.1958 | Cardiff             |
| 57,49                | Birutė Kalėdienė   | URS  | 30.10.1958 | Tiflis              |
| 57,92                | Elvīra Ozoliņa     | URS  | 03.05.1960 | Leselidse           |
| 59,55                | Elvīra Ozoliņa     | URS  | 04.06.1960 | Bukareszt           |
| 59,78                | Elvīra Ozoliņa     | URS  | 03.07.1963 | Moskwa              |
| 62,40                | Jelena Gorczakowa  | URS  | 16.10.1964 | Tokio               |
| 62,70                | Ewa Gryziecka      | POL  | 11.06.1972 | Bukareszt           |
| 65,06                | Ruth Fuchs         | GDR  | 11.06.1972 | Poczdam             |
| 66,11                | Ruth Fuchs         | GDR  | 07.09.1973 | Edynburg            |
| 67,22                | Ruth Fuchs         | GDR  | 03.10.1974 | Rzym                |
| 69,12                | Ruth Fuchs         | GDR  | 10.07.1976 | Berlin              |
| 69,32                | Kate Schmidt       | USA  | 11.09.1977 | Fürth               |
| 69,52                | Ruth Fuchs         | GDR  | 13.06.1979 | Drezno              |
| 69,96                | Ruth Fuchs         | GDR  | 29.04.1980 | Split               |
| 70,80                | Tatjana Biriulina  | URS  | 12.07.1980 | Podolsk             |
| 71,88                | Antoaneta Todorowa | BUL  | 15.08.1981 | Zagrzeb             |
| 72,40                | Tiina Lillak       | FIN  | 29.07.1982 | Helsinki            |
| 74,20                | Sofia Sakorafa     | GRE  | 26.09.1982 | Chania              |
| 74,76                | Tiina Lillak       | FIN  | 13.06.1983 | Tampere             |
| 75,26                | Petra Felke        | GDR  | 04.06.1985 | Schwerin            |
| 75,40                | Petra Felke        | GDR  | 04.06.1985 | Schwerin            |
| 77,44                | Fatima Whitbread   | GBR  | 28.08.1986 | Stuttgart           |
| 78,90                | Petra Felke        | GDR  | 29.07.1987 | Lipsk               |
| 80,00                | Petra Felke-Meier  | GDR  | 09.09.1988 | Poczdam             |
| Nowy model oszczepu  |                    |      |            |                     |
| 68,19                | Trine Hattestad    | NOR  | 28.07.1999 | Fana                |
| 68,22                | Trine Hattestad    | NOR  | 30.06.2000 | Rzym                |
| 69,48                | Trine Hattestad    | NOR  | 28.07.2000 | Oslo                |
| 71,54                | Osleidys Menéndez  | CUB  | 01.07.2001 | Retimno             |
| 71,70                | Osleidys Menéndez  | CUB  | 14.08.2005 | Helsinki            |
| 72,28                | Barbora Špotáková  | CZE  | 13.09.2008 | Stuttgart           |

## Najlepsi zawodnicy wszech czasów
Poniższe tabele przedstawiają listy 10 najlepszych oszczepników i oszczepniczek w historii tej konkurencji.

### Mężczyźni
Stary model
Nowy model

### Kobiety
Stary model
Nowy model
źródło: World Athletics

## Rzut oszczepem w Polsce

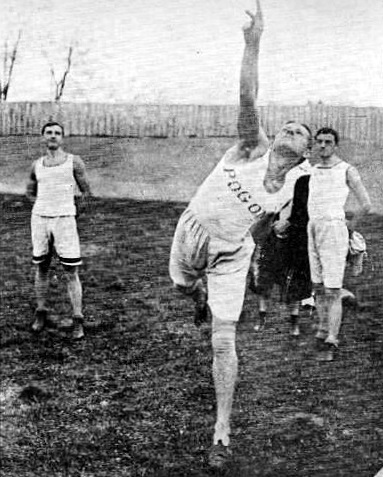
Franciszek Skopal w barwach lwowskiej Pogoni

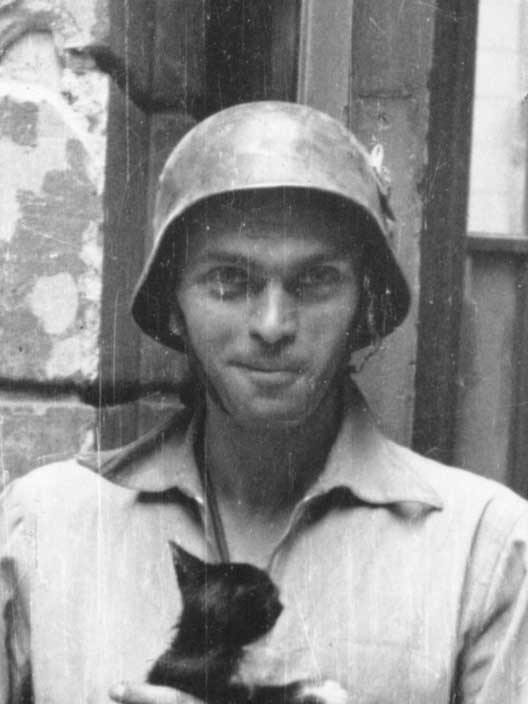
Eugeniusz Lokajski podczas powstania warszawskiego

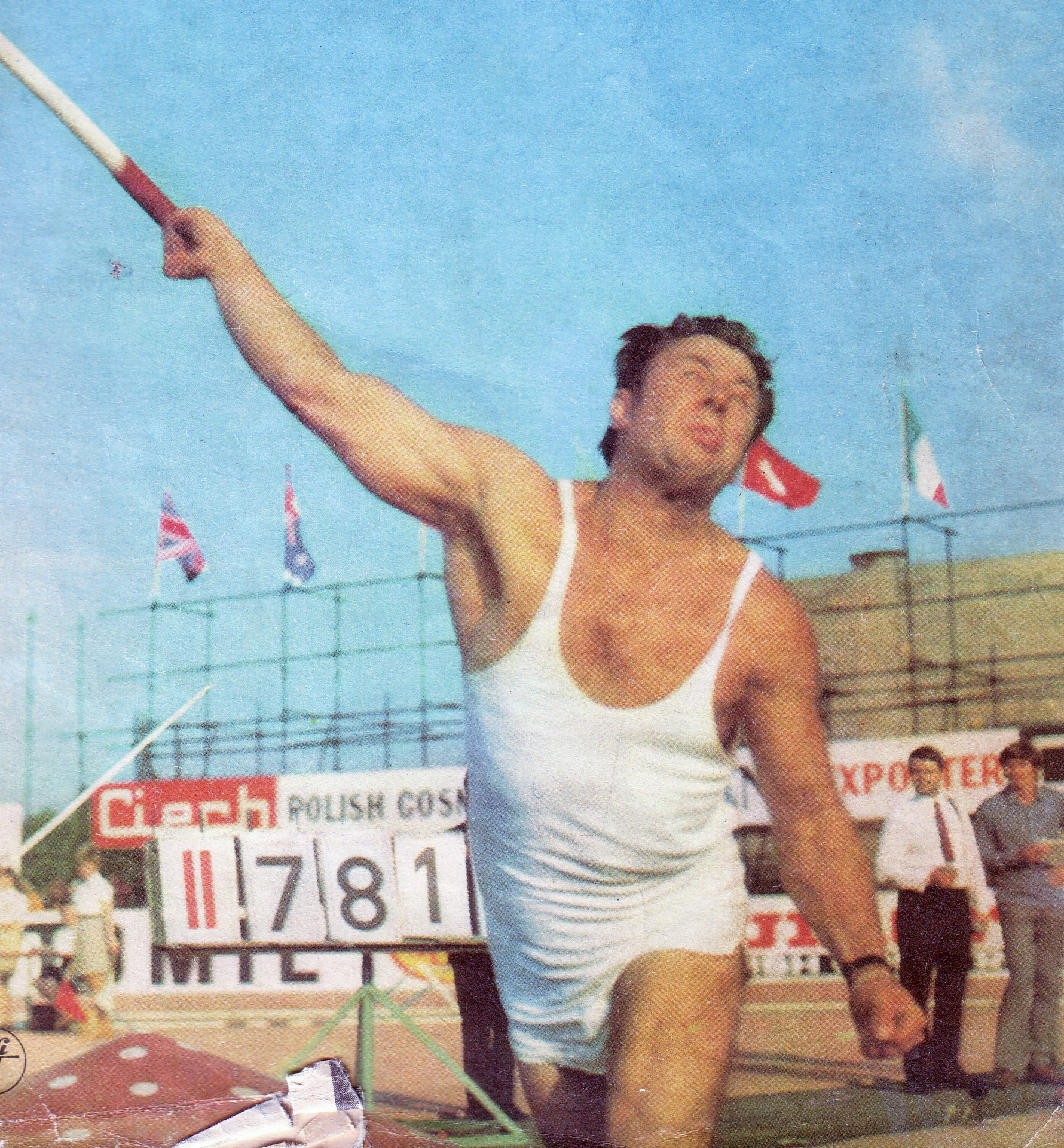
Rzuca Janusz Sidło

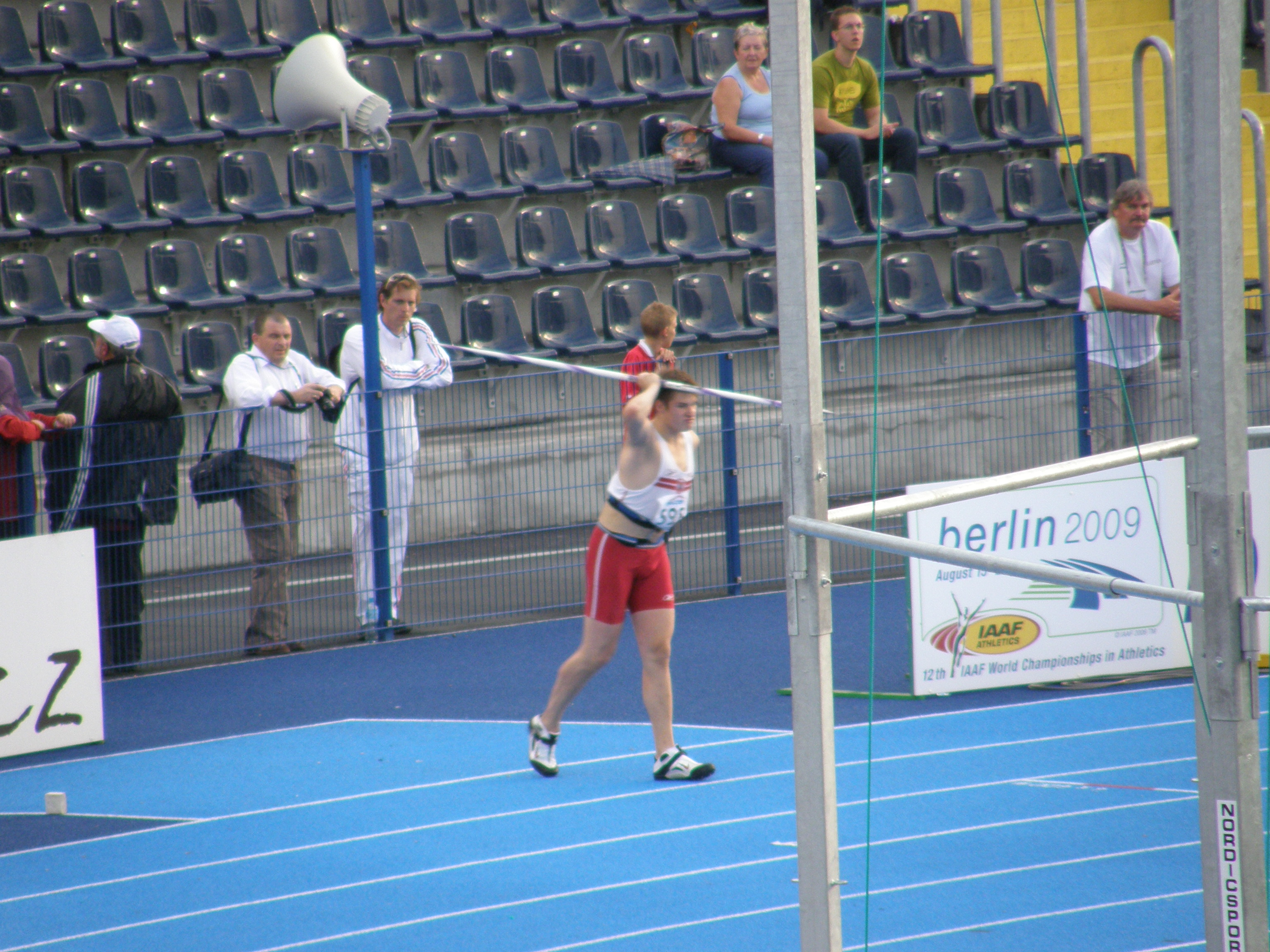
Robert Szpak – mistrz świata juniorów

Początek historii rzutu oszczepem na terenach polskich datuje się na rok 1905. Wówczas na zorganizowanych przez Towarzystwo Zabaw Ruchowych zawodach konkurs rzutu oszczepem wygrał T. Rzadki uzyskując wynik 31,80
Pierwszym polskim oszczepnikiem, który zaistniał na arenie międzynarodowej był Eugeniusz Lokajski – uczestnik Igrzysk Olimpijskich w 1936 w Berlinie. Zajął tam wysokie, 7. miejsce. Walter Turczyk był pierwszym Polakiem, który rzucił oszczepem ponad 70 metrów. Jego wynik to 70,53. Wśród kobiet sukcesy odnosiła Maria Kwaśniewska – brązowa medalistka olimpijska z Berlina i rekordzistka kraju. Czołowymi zawodnikami byli także bracia Władysław i Franciszek Mikrutowie.
Pierwszym powojennym mistrzem kraju został Medard Gburczyk. Od 1948 roku starty w reprezentacji Polski rozpoczął Janusz Sidło – najlepszy polski oszczepnik wszech czasów. W 1953 roku na stadionie w Jenie jako pierwszy Europejczyk rzucił on oszczepem ponad 80 metrów (80,15 – Jena, 2 października 1953). Trzy lata później Sidło został rekordzistą świata (83,66 – Mediolan, 30 czerwca 1956) i zdobył srebrny medal na igrzyskach olimpijskich w Melbourne. Lata 50. w Polsce to dominacja Janusza Sidły – mistrza Europy z 1954 i 1958 r. Oprócz niego prym w kraju wiedli m.in. Jan Kopyto i Zbigniew Radziwonowicz. Sukcesy zawodników były zasługą Zygmunta Szelesta – wybitnego trenera i pracownika dydaktycznego warszawskiej AWF.
W latach 60. do grona najlepszych w Polsce dołączył dwukrotny medalista mistrzostw Europy Władysław Nikiciuk, który na olimpiadzie w Meksyku w 1968 roku zajął 4. miejsce.
W 1970 roku na uniwersjadzie w Turynie brąz wywalczył Zygmunt Jałoszyński, Daniela Jaworska w 1971 została mistrzynią Europy, Ewa Gryziecka rok później pobiła rekord świata (62,70), a Piotr Bielczyk w 1976 roku na stadionie bydgoskiego Zawiszy jako pierwszy Polak rzucił oszczepem ponad 90 metrów (90,78 – 22 czerwca 1976). W tym samym roku na olimpiadzie w Montrealu zajął 4. miejsce ze znakomitym wynikiem 86,50.
W roku 1980 na moskiewskiej olimpiadzie startował Dariusz Adamus (bez sukcesów, odpadł w eliminacjach). Lata 80. to okres sukcesów takich zawodników jak Dariusz Adamus, Stanisław Górak, Mirosław Szybowski. Po zmianie sprzętu w 1986 roku konkurencja ta w Polsce zaczęła przeżywać kryzys.
W latach 90. najlepiej spisywał się Dariusz Trafas z Kołobrzegu. Wychowanek trenera Michała Barty był uczestnikiem mistrzostw świata i Europy oraz Igrzysk Olimpijskich w 2000 roku. Czołowymi reprezentantami kraju byli także Tomasz Damszel, Rajmund Kółko czy Grzegorz Krasiński.
Początek XXI wieku w polskim oszczepie to sukcesy na uniwersjadach Igora Janika, Barbary Madejczyk i Urszuli Jasińskiej. 11 lipca 2008 w Bydgoszczy podczas Mistrzostw Świata Juniorów złoty medal wywalczył Robert Szpak.
Najdalsze rzuty na terytorium Polski oddali Johannes Vetter – 97,76 (6 września 2020, Chorzów) oraz wśród kobiet Marcelina Witek – 66,53 (5 maja 2018, Białogard).

## Rozwój rekordu Polski
Oficjalne rekordy Polski notowane są od roku 1912.

### Mężczyźni
| Odległość            | Imię i nazwisko    | Klub                  | Data       | Miasto         |
| -------------------- | ------------------ | --------------------- | ---------- | -------------- |
| Stary model oszczepu |                    |                       |            |                |
| 47,37                | Franciszek Skopal  | Pogoń Lwów            | 12.11.1912 | Lwów           |
| 48,40                | Sławosz Szydłowski | Pogoń Lwów            | 18.07.1920 | Lwów           |
| 52,76                | Sławosz Szydłowski | Pogoń Lwów            | 15.07.1922 | Lwów           |
| 55,05                | Sławosz Szydłowski | AZS Warszawa          | 15.08.1924 | Łódź           |
| 57,56                | Julian Gruner      | AZS Warszawa          | 12.07.1925 | Paryż          |
| 57,72                | Józef Smakulski    | Pogoń Lwów            | 12.06.1927 | Lwów           |
| 57,76                | Władysław Mikrut   | Sokół Koronowo        | 06.07.1930 | Bydgoszcz      |
| 58,05                | Edward Luckhaus    | Jagiellonia Białystok | 02.09.1930 | Warszawa       |
| 59,16                | Franciszek Mikrut  | Sokół Koronowo        | 30.08.1931 | Królewska Huta |
| 60,22                | Franciszek Mikrut  | Sokół Koronowo        | 12.09.1931 | Poznań         |
| 62,50                | Franciszek Mikrut  | Sokół Koronowo        | 11.10.1931 | Bruksela       |
| 63,20                | Władysław Mikrut   | Sokół Koronowo        | 19.06.1932 | Bydgoszcz      |
| 65,14                | Władysław Mikrut   | Sokół Koronowo        | 24.07.1932 | Poznań         |
| 65,73                | Walter Turczyk     | Warta Poznań          | 28.04.1935 | Poznań         |
| 67,35                | Eugeniusz Lokajski | Warszawianka          | 29.08.1935 | Warszawa       |
| 70,53                | Walter Turczyk     | Warta Poznań          | 31.05.1936 | Warszawa       |
| 73,27                | Eugeniusz Lokajski | Warszawianka          | 31.05.1936 | Warszawa       |
| 80,15                | Janusz Sidło       | Spójnia Gdańsk        | 02.10.1953 | Jena           |
| 83,66                | Janusz Sidło       | Spójnia Warszawa      | 30.06.1956 | Mediolan       |
| 84,00                | Janusz Sidło       | Spójnia Warszawa      | 11.07.1959 | Budapeszt      |
| 85,56                | Janusz Sidło       | Spójnia Warszawa      | 05.09.1959 | Berlin         |
| 86,10                | Władysław Nikiciuk | Gwardia Warszawa      | 23.06.1968 | Saarijärvi     |
| 86,22                | Janusz Sidło       | Spójnia Warszawa      | 07.05.1970 | Mantes         |
| 88,04                | Piotr Bielczyk     | AZS AWF Warszawa      | 15.05.1976 | Ateny          |
| 90,78                | Piotr Bielczyk     | AZS AWF Warszawa      | 22.06.1976 | Bydgoszcz      |
| Nowy model oszczepu  |                    |                       |            |                |
| 78,32                | Stanisław Górak    | Lechia Gdańsk         | 28.06.1986 | Stuttgart      |
| 80,82                | Zbigniew Bednarski | Olimpia Poznań        | 18.05.1988 | Słupsk         |
| 80,84                | Mirosław Witek     | Gryf Słupsk           | 15.06.1996 | Słupsk         |
| 82,50                | Rajmund Kółko      | Górnik Polkowice      | 28.05.1997 | Ostrawa        |
| 83,23                | Dariusz Trafas     | Schöller Namysłów     | 08.08.1999 | Sopot          |
| 83,40                | Dariusz Trafas     | AZS-AWF Gorzów Wlkp.  | 30.08.2000 | Sopot          |
| 83,98                | Dariusz Trafas     | AZS-AWF Gorzów Wlkp.  | 22.09.2000 | Sydney         |
| 85,78                | Dariusz Trafas     | AZS-AWF Gorzów Wlkp.  | 13.07.2001 | Oslo           |
| 86,77                | Dariusz Trafas     | Flora Namysłów        | 16.06.2002 | Warszawa       |
| 87,17                | Dariusz Trafas     | AZS-AWF Gorzów Wlkp.  | 17.09.2000 | Gold Coast     |
| 88,09                | Marcin Krukowski   | Warszawianka Warszawa | 21.07.2017 | Białystok      |
| 89,55                | Marcin Krukowski   | Warszawianka Warszawa | 08.06.2021 | Turku          |

### Kobiety
| Odległość            | Imię i nazwisko            | Klub                | Data       | Miasto         |
| -------------------- | -------------------------- | ------------------- | ---------- | -------------- |
| Stary model oszczepu |                            |                     |            |                |
| 23,40                | Zofia Chenclewska          | Grażyna Warszawa    | 18.07.1925 | Warszawa       |
| 23,60                | Maria Rittner              | Makabi Kraków       | 27.09.1925 | Warszawa       |
| 24,415               | Irena Jaśnikowska          | Cracovia            | 15.06.1925 | Kraków         |
| 27,21                | Maria Malinowska           | Cracovia            | 29.09.1926 | Kraków         |
| 27,83                | Maria Malinowska           | Cracovia            | 17.10.1926 | Kraków         |
| 33,30                | Maria Malinowska           | Cracovia            | 22.05.1927 | Kraków         |
| 33,77                | Maria Malinowska           | Cracovia            | 01.09.1928 | Kraków         |
| 36,90                | Maria Malinowska           | Cracovia            | 21.10.1928 | Kraków         |
| 36,92                | Zofia Smętek               | ŁKS Łódź            | 14.05.1933 | Łódź           |
| 37,03                | Zofia Smętek               | ŁKS Łódź            | 10.09.1933 | Łódź           |
| 38,23                | Zofia Smętek               | ŁKS Łódź            | 22.10.1933 | Łódź           |
| 39,61                | Maria Kwaśniewska          | ŁKS Łódź            | 08.07.1934 | Warszawa       |
| 40,50                | Maria Kwaśniewska          | ŁKS Łódź            | 19.08.1934 | Poznań         |
| 40,68                | Maria Kwaśniewska          | ŁKS Łódź            | 03.05.1935 | Poznań         |
| 41,38                | Maria Kwaśniewska          | ŁKS Łódź            | 25.08.1935 | Drezno         |
| 44,03                | Maria Kwaśniewska          | ŁKS Łódź            | 26.07.1936 | Czeladź        |
| 44,05                | Maria Ciach                | Włókniarz Tomaszów  | 17.05.1952 | Kraków         |
| 44,31                | Maria Ciach                | Włókniarz Tomaszów  | 24.07.1952 | Helsinki       |
| 44,92                | Maria Ciach                | Włókniarz Tomaszów  | 04.07.1953 | Kraków         |
| 45,06                | Maria Ciach                | Włókniarz Tomaszów  | 07.06.1953 | Warszawa       |
| 45,59                | Ksawera Kowalewska         | Budowlani Wrocław   | 19.07.1953 | Warszawa       |
| 45,59                | Maria Ciach                | Włókniarz Tomaszów  | 06.08.1953 | Bukareszt      |
| 46,02                | Maria Ciach                | Włókniarz Tomaszów  | 06.09.1953 | Warszawa       |
| 46,77                | Maria Ciach                | Włókniarz Tomaszów  | 02.10.1953 | Jena           |
| 47,03                | Jadwiga Majka              | CWKS Warszawa       | 15.08.1954 | Warszawa       |
| 47,28                | Jadwiga Majka              | CWKS Warszawa       | 13.05.1955 | Spała          |
| 47,31                | Jadwiga Majka              | CWKS Warszawa       | 09.06.1955 | Praga          |
| 47,46                | Anna Wojtaszek             | Budowlani Opole     | 09.06.1955 | Wrocław        |
| 47,57                | Jadwiga Majka              | CWKS Warszawa       | 18.06.1955 | Warszawa       |
| 48,99                | Maria Ciach                | Włókniarz Tomaszów  | 05.08.1955 | Warszawa       |
| 49,87                | Jadwiga Majka              | CWKS Warszawa       | 11.09.1955 | Budapeszt      |
| 51,18                | Urszula Figwer             | AZS Kraków          | 24.10.1955 | Łódź           |
| 51,95                | Urszula Figwer             | AZS Kraków          | 09.06.1956 | Warszawa       |
| 52,53                | Urszula Figwer             | AZS Kraków          | 28.04.1957 | Kraków         |
| 52,64                | Urszula Figwer             | AZS Kraków          | 16.06.1957 | Praga          |
| 53,28                | Urszula Figwer             | AZS Kraków          | 30.06.1957 | Kraków         |
| 53,65                | Urszula Figwer             | AZS Kraków          | 13.09.1958 | Bukareszt      |
| 54,14                | Urszula Figwer             | AZS Kraków          | 28.06.1959 | Warszawa       |
| 54,52                | Urszula Figwer             | AZS Kraków          | 10.07.1960 | Kraków         |
| 54,90                | Urszula Figwer             | AZS Kraków          | 07.08.1960 | Olsztyn        |
| 57,77                | Urszula Figwer             | AZS Kraków          | 21.08.1960 | Koblencja      |
| 58,68                | Daniela Tarkowska-Jaworska | AZS Poznań          | 02.07.1967 | Chorzów        |
| 59,64                | Daniela Jaworska           | AZS Poznań          | 02.08.1968 | Sofia          |
| 59,64                | Daniela Jaworska           | Skra Warszawa       | 16.08.1969 | Kraków         |
| 60,56                | Daniela Jaworska           | Skra Warszawa       | 27.09.1969 | Kraków         |
| 61,44                | Daniela Jaworska           | Skra Warszawa       | 03.10.1970 | Pitești        |
| 62,10                | Ewa Gryziecka              | Piast Gliwice       | 01.05.1971 | Warszawa       |
| 62,70                | Ewa Gryziecka              | Piast Gliwice       | 11.06.1972 | Bukareszt      |
| 63,08                | Felicja Kinder             | KKS Kluczbork       | 20.08.1974 | Warszawa       |
| 63,22                | Genowefa Olejarz           | AZS AWF Warszawa    | 20.08.1983 | Londyn         |
| 65,52                | Genowefa Olejarz           | AZS AWF Warszawa    | 20.05.1984 | Zabrze         |
| 65,56                | Mariola Dankiewicz         | Start Lublin        | 09.07.1989 | Kouvola        |
| 65,96                | Genowefa Olejarz-Patla     | AZS AWF Warszawa    | 10.08.1991 | Nitra          |
| Nowy model oszczepu  |                            |                     |            |                |
| 53,22                | Barbara Madejczyk          | AZS-AWF Gdańsk      | 15.05.1999 | Kraków         |
| 53,37                | Izabela Wojczakowska       | Skra Warszawa       | 14.06.1999 | Warszawa       |
| 61,05                | Genowefa Patla             | AZS AWF Warszawa    | 19.06.1999 | Paryż          |
| 61,36                | Barbara Madejczyk          | Jantar Ustka        | 10.07.2004 | Gdańsk         |
| 61,72                | Barbara Madejczyk          | Jantar Ustka        | 18.06.2005 | Florencja      |
| 63,03                | Barbara Madejczyk          | Jantar Ustka        | 03.09.2005 | Paryż          |
| 64,08                | Barbara Madejczyk          | Jantar Ustka        | 28.06.2006 | Malaga         |
| 64,08                | Maria Andrejczyk           | LUKS Hańcza Suwałki | 21.05.2016 | Warszawa       |
| 67,11                | Maria Andrejczyk           | LUKS Hańcza Suwałki | 16.08.2016 | Rio de Janeiro |
| 71,40                | Maria Andrejczyk           | LUKS Hańcza Suwałki | 09.05.2021 | Split          |

## Najlepsze polskie wyniki
Poniższe tabele przedstawiają listy 10 najlepszych polskich zawodników w historii tej konkurencji.

### Mężczyźni
Stary model
Nowy model

### Kobiety
Stary model
Nowy model

## Polscy medaliści wielkich imprez

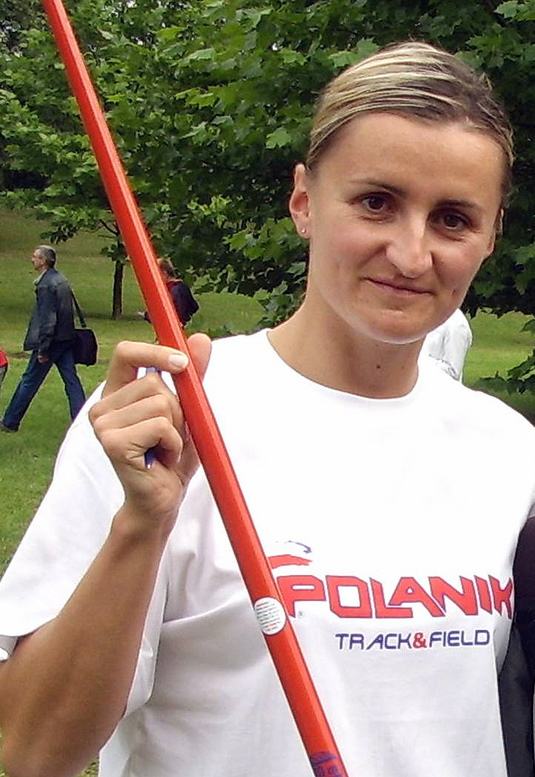
Barbara Madejczyk – mistrzyni uniwersjady z 2003 roku

Reprezentanci Polski trwale wpisali się w historię rzutu oszczepem, zdobywając wiele medali i zajmując czołowe lokaty na najważniejszych imprezach sportowych. Największymi osiągnięciami polskich oszczepników są trzy medale olimpijskie: Maria Kwaśniewska wywalczyła brąz w Berlinie (1936), Janusz Sidło w Melbourne (1956) i Maria Andrejczyk w Tokio (2021) zdobyli srebro.
| złote medale |
| ------------ |

- Janusz Sidło – Mistrzostwa Europy 1954
- Janusz Sidło – Mistrzostwa Europy 1958
- Witold Krupiński – Europejskie Igrzyska Juniorów 1964
- Andrzej Szajda – Europejskie Igrzyska Juniorów 1968
- Daniela Jaworska – Uniwersjada 1970
- Daniela Jaworska – Mistrzostwa Europy 1971
- Adrian Markowski – Mistrzostwa Europy Juniorów 1997
- Igor Janik – Mistrzostwa Świata Juniorów 2002
- Barbara Madejczyk – Uniwersjada 2003
- Igor Janik – Uniwersjada 2003
- Robert Szpak – Mistrzostwa Świata Juniorów 2008
- Klaudia Maruszewska – Mistrzostwa Świata Juniorów 2016

| srebrne medale |
| -------------- |

- Maria Andrejczyk - Igrzyska Olimpijskie 2021
- Janusz Sidło – Igrzyska Olimpijskie 1956
- Janusz Sidło – Uniwersjada 1961
- Władysław Nikiciuk – Mistrzostwa Europy 1966
- Cecylia Bajer – Europejskie Igrzyska Juniorów 1968
- Małgorzata Kiełczewska – Mistrzostwa Europy Juniorów 1987
- Dariusz Trafas – Mistrzostwa Świata Juniorów 1990
- Igor Janik – Uniwersjada 2007
- Karolina Mor – Mistrzostwa Europy Juniorów 2009
- Marcin Krukowski – Mistrzostwa Europy Juniorów 2011

| brązowe medale |
| -------------- |

- Maria Kwaśniewska – Igrzyska Olimpijskie 1936
- Władysław Nikiciuk – Mistrzostwa Europy 1962
- Ewa Gryziecka – Europejskie Igrzyska Juniorów 1966
- Edmund Berdziński – Europejskie Igrzyska Juniorów 1968
- Janusz Sidło – Mistrzostwa Europy 1969
- Zygmunt Jałoszyński – Uniwersjada 1970
- Maria Jabłońska – Mistrzostw Europy Juniorów 1973
- Roman Zwierzchowski – Mistrzostwa Europy Juniorów 1977
- Stanisław Górak – Uniwersjada 1983
- Bogdan Patelka – Mistrzostwa Europy Juniorów 1985
- Małgorzata Kiełczewska – Mistrzostwa Świata Juniorów 1988
- Ewa Rybak – Mistrzostwa Europy Juniorów 1993
- Urszula Jasińska – Mistrzostwa Świata Juniorów 2002
- Urszula Kuncewicz – Mistrzostwa Europy Juniorów 2007
- Urszula Jasińska – Uniwersjada 2007
- Łukasz Grzeszczuk – Mistrzostwa Europy Juniorów 2009

## Polscy finaliści olimpijscy (1-8)

### mężczyźni
- 2. Janusz Sidło 79,98 1956
- 4. Janusz Sidło 80,17 1964
- 4. Władysław Nikiciuk 85,70 1968
- 4. Piotr Bielczyk 86,50 1976
- 5. Jan Kopyto 74,28 1956
- 7. Eugeniusz Lokajski 66,39 1936
- 7. Zbigniew Radziwonowicz 77,31 1960
- 7. Janusz Sidło 80,58 1968
- 8. Janusz Sidło 76,46 1960

### kobiety
- 2. Maria Andrejczyk 64,61 2021
- 3. Maria Kwaśniewska 41,80 1936
- 4. Maria Andrejczyk 64,78 2016
- 5. Urszula Figwer 52,33 1960
- 5. Daniela Jaworska 56,06 1968
- 6. Urszula Figwer 48,16 1956
- 7. Maria Ciach 44,31 1952
- 7. Ewa Gryziecka 57,00 1972
- 7. Barbara Madejczyk 62,02 2008
- 8. Maria Andrejczyk 62,44 2024

## Polscy finaliści mistrzostw świata (1-8)

### mężczyźni
- 7. Igor Janik 83,38 2007

## Polacy w dziesiątkach światowych tabel rocznych

### mężczyźni
- 1936 – 4. Eugeniusz Lokajski, 73,27
- 1936 – 9. Walter Turczyk, 70,53
- 1953 – 2. Janusz Sidło, 80,15
- 1954 – 3. Janusz Sidło, 79,03
- 1954 – 10. Andrzej Walczak, 75,54
- 1955 – 2. Janusz Sidło, 80,07
- 1956 – 2. Janusz Sidło, 83,66
- 1956 – 5. Jan Kopyto, 81,12
- 1957 – 3. Jan Kopyto, 83,37
- 1957 – 5. Janusz Sidło, 82,98
- 1958 – 3. Janusz Sidło, 81,97
- 1958 – 9. Jan Kopyto, 78,37
- 1959 – 2. Janusz Sidło, 85,56
- 1960 – 1. Janusz Sidło, 85,14
- 1961 – 8. Janusz Sidło, 82,12
- 1962 – 4. Marian Machowina, 81,27
- 1962 – 6. Janusz Sidło, 80,98
- 1963 – 5. Janusz Sidło, 82,27
- 1964 – 2. Janusz Sidło, 85,09
- 1964 – 3. Władysław Nikiciuk, 84,89
- 1965 – 3. Janusz Sidło, 85,50
- 1966 – 4. Janusz Sidło, 84,86
- 1966 – 7. Władysław Nikiciuk, 83,16
- 1968 – 7. Władysław Nikiciuk, 86,10
- 1968 – 10. Janusz Sidło, 84,40
- 1969 – 5. Władysław Nikiciuk, 85,08
- 1969 – 7. Janusz Sidło, 83,80
- 1970 – 8. Janusz Sidło, 86,22
- 1976 – 4. Piotr Bielczyk, 90,78
- 1986 – 6. Stanisław Górak, 84,40 (stary typ)
- 1986 – 9. Zbigniew Bednarski, 82,28 (stary typ)
- 2000 – 7. Dariusz Trafas, 87,17
- 2002 – 7. Dariusz Trafas, 86,77
- 2009 – 9. Adrian Markowski, 84,85
- 2012 – 9. Paweł Rakoczy, 84,99
- 2017 – 8. Marcin Krukowski, 88,09
- 2020 – 3. Marcin Krukowski, 87,07
- 2021 – 2. Marcin Krukowski, 89,55

### kobiety
- 1927 – 8. Maria Malinowska, 33,30
- 1928 – 7. Maria Malinowska, 36,90
- 1930 – 10. Genowefa Kobielska, 36,24
- 1931 – 10. Maria Kwaśniewska, 36,60
- 1935 – 10. Maria Kwaśniewska, 41,38
- 1936 – 6. Maria Kwaśniewska, 44,03
- 1945 – 10. Maria Kwaśniewska, 39,10
- 1954 – 10. Jadwiga Majka, 47,03
- 1955 – 5. Urszula Figwer, 51,18
- 1955 – 8. Jadwiga Majka, 49,87
- 1956 – 7. Urszula Figwer, 51,95
- 1957 – 5. Urszula Figwer, 53,28
- 1958 – 6. Urszula Figwer, 53,68
- 1959 – 6. Urszula Figwer, 54,13
- 1960 – 2. Urszula Figwer, 57,77
- 1967 – 4. Daniela Jaworska, 58,68
- 1968 – 3. Daniela Jaworska, 59,64
- 1969 – 2. Daniela Jaworska, 60,56
- 1970 – 2. Daniela Jaworska, 61,44
- 1970 – 4. Ewa Gryziecka, 59,48
- 1971 – 1. Ewa Gryziecka, 62,10
- 1971 – 2. Daniela Jaworska, 62,06
- 1972 – 2. Ewa Gryziecka, 62,70
- 1973 – 5. Daniela Jaworska, 62,30
- 1974 – 3. Felicja Kinder, 63,08
- 1975 – 9-10. Ewa Gryziecka, 61,14
- 1989 – 9. Mariola Dankiewicz, 65,56
- 1991 – 9. Genowefa Patla, 65,96
- 2005 – 7. Barbara Madejczyk, 63,03
- 2006 – 8. Barbara Madejczyk, 64,08
- 2009 – 9. Urszula Jasińska-Piwnicka, 63,53
- 2016 – 2. Maria Andrejczyk, 67,11
- 2018 – 6. Marcelina Witek, 66,53
- 2020 – 4. Maria Andrejczyk, 65,70
- 2021 – 1. Maria Andrejczyk, 71,40
- 2024 – 6. Maria Andrejczyk, 65,52